# Eye Movement Desensitization and Reprocessing
Eye Movement Desensitization and Reprocessing, EMDR, är en form av psykoterapi (psykologisk behandling), så kallad desensibilisering, som används för att behandla PTSD (posttraumatiskt stressyndrom).
I EMDR återberättar patienten händelsen samtidigt som blicken är fäst på terapeutens fingrar som rörs från sida till sida. Ibland används andra metoder för bilateral stimulering, till exempel finger-tapping. Syftet är att växelvis stimulera vänster och höger sida av hjärnan. EMDR utvecklades år 1989 av Francine Shapiro. Dock har det i en metaanalys visats att det inte är någon skillnad i effekt mellan vanlig exponeringsterapi och EMDR (som består av exponering med ögonrörelser).

## Verksam mekanism
Den bilaterala stimuleringen tros underlätta hjärnans bearbetning av det traumatiska minnet. Forskning inom området har ännu inte klarlagt exakt hur denna process fungerar. Vissa kritiker menar att den verksamma komponenten i EMDR är exponeringen och att den bilaterala stimuleringen har liten eller ingen effekt. Andra menar dock att detta ifrågasättande är obefogat.
EMDR har enligt Statens beredning för medicinsk och social utvärdering visat sig ha effekt vid behandling av PTSD men att ögonrörelserna saknar specifik terapeutisk betydelse.